# Sport en Grèce antique

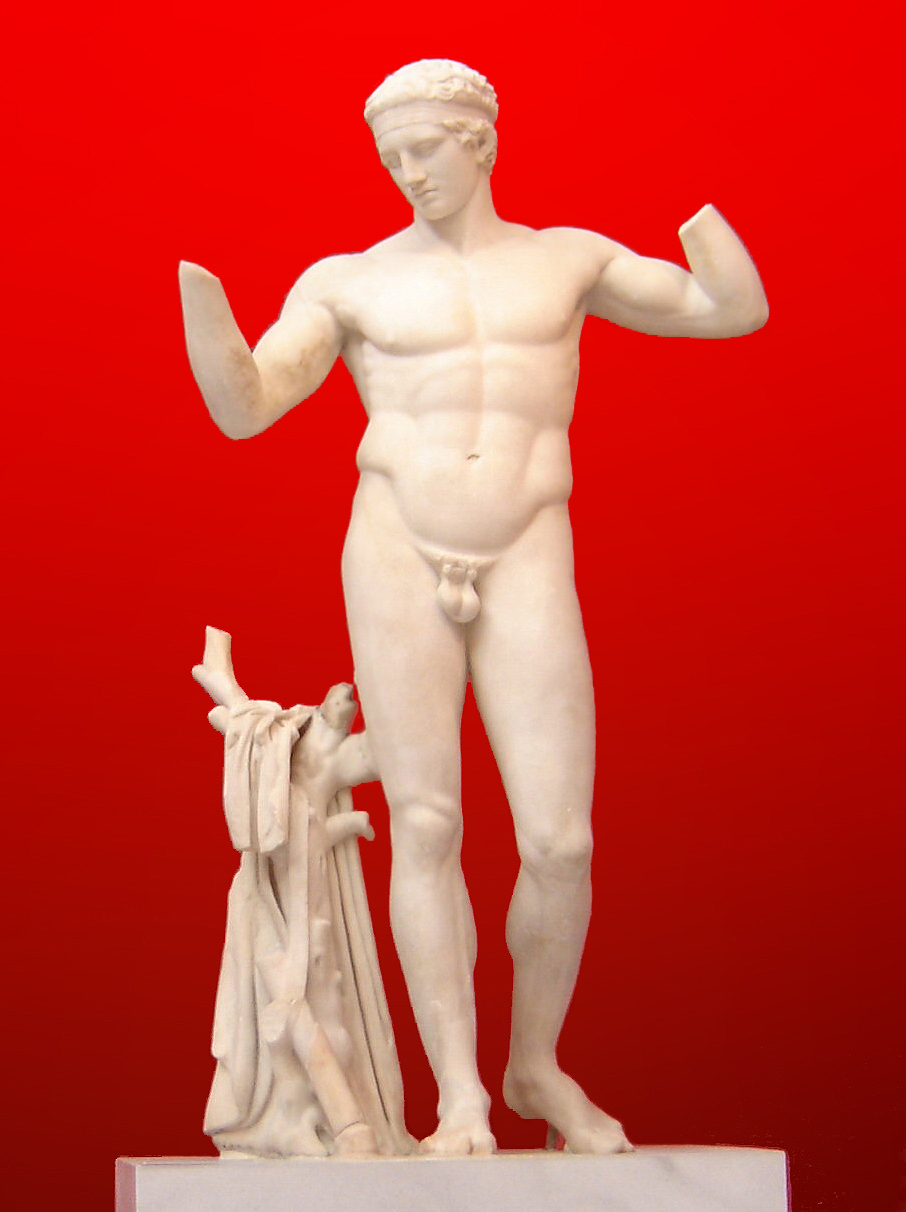
Le Diadumène de Polyclète : athlète ceignant sa tête du bandeau de la victoire, musée national archéologique d'Athènes

La pratique du sport est l'une des caractéristiques de la civilisation grecque antique. Le premier livre des Macchabées appelle « usages des gentils » le fait de s'exercer au gymnase,. Le bâtiment apparaît partout où les Grecs s'installent : Dion Chrysostome le cite comme l'une des caractéristiques de la cité grecque, avec l'agora, le théâtre et la stoa,. Pour le philosophe d'origine scythe Anacharsis, « il y a dans chaque cité grecque un endroit où, chaque jour, la folie s'empare des Grecs — le gymnase,. »

## Éléments historiques
Les compétitions sportives (agônes) occupent une place importante pour les Grecs. Elles apparaissent dans leurs deux premiers textes littéraires, l’Iliade et l’Odyssée : ce sont les jeux funéraires (en) organisés par Achille après la mort de Patrocle et les jeux organisés par le roi Alcinoos pour honorer Ulysse. Ces compétitions athlétiques données en l'honneur d'un mort comportait plusieurs épreuves, dont l'hoplomachie (combat en armes) qui serait à l'origine de la gladiature.
Les Jeux panhelléniques sont aussi étroitement liés à un culte religieux : les Jeux olympiques à Olympie et les Jeux néméens ont pour but d'honorer Zeus, les Jeux pythiques à Delphes célèbrent Apollon, les Jeux isthmiques à Corinthe honorent Poséidon. Malgré la pauvreté des sources écrites, épigraphiques et archéologiques, la tradition retient qu'ils apparaissent au VIIIe siècle av. J.-C., date incertaine tant l'histoire de ces Jeux et celle des dieux et héros de la mythologie grecque sont inextricablement liées. Des jeux sacrés similaires existent dès le XVe siècle av. J.-C. en Crète, comme l'attestent les fouilles archéologiques : les combats contre les taureaux, les combats de boxe (pancrace) et la course à pied sont les jeux athlétiques le plus souvent représentés dans l'art minoen (en) et mycénien. Les récits mythologiques se chargent d'établir une continuité entre ces Jeux en Crète et ceux en Grèce. Toujours est-il que les compétitions athlétiques dans les sanctuaires panhelléniques jouent un rôle important dans le développement de la religion grecque antique. Au fil des siècles, les équipements sportifs (stade, gymnase, palestre et hippodrome) et les compétitions s'éloignent de ces sanctuaires, gagnant ainsi leur autonomie. Ce phénomène peut être associé à une certaine laïcisation des Jeux panhelléniques.

## Disciplines
Les disciplines les plus pratiquées sont celles qui figurent au programme des concours sportifs, essentiellement les sports gymniques : course à pied, saut en longueur, lancer du disque, lancer du javelot, lutte, boxe et pancrace. Les sports hippiques (courses attelées et montées, sur plat) apparaissent relativement tôt dans les concours : la course montée est introduite aux Jeux olympiques en 680 av. J.-C., et à Delphes en 586 av. J.-C.,. Cependant, ils sont l'apanage des plus fortunés, généralement des aristocrates.
Bien que la plupart des Grecs sachent nager — « il ne sait ni lire ni nager » est une expression traditionnelle pour désigner un idiot,, les sports nautiques sont assez peu développés. On ne connaît d'épreuve de natation (ou de plongeon, le terme grec κόλυμϐος / kólumbos n'est pas clair) qu'aux jeux du temple de Dionysos Melanaigis à Hermione,. Les régates sont moins rares ; on trouve des épreuves d'aviron aux Panathénées, à Corcyre et à Nicopolis, au moins à partir d'Auguste.

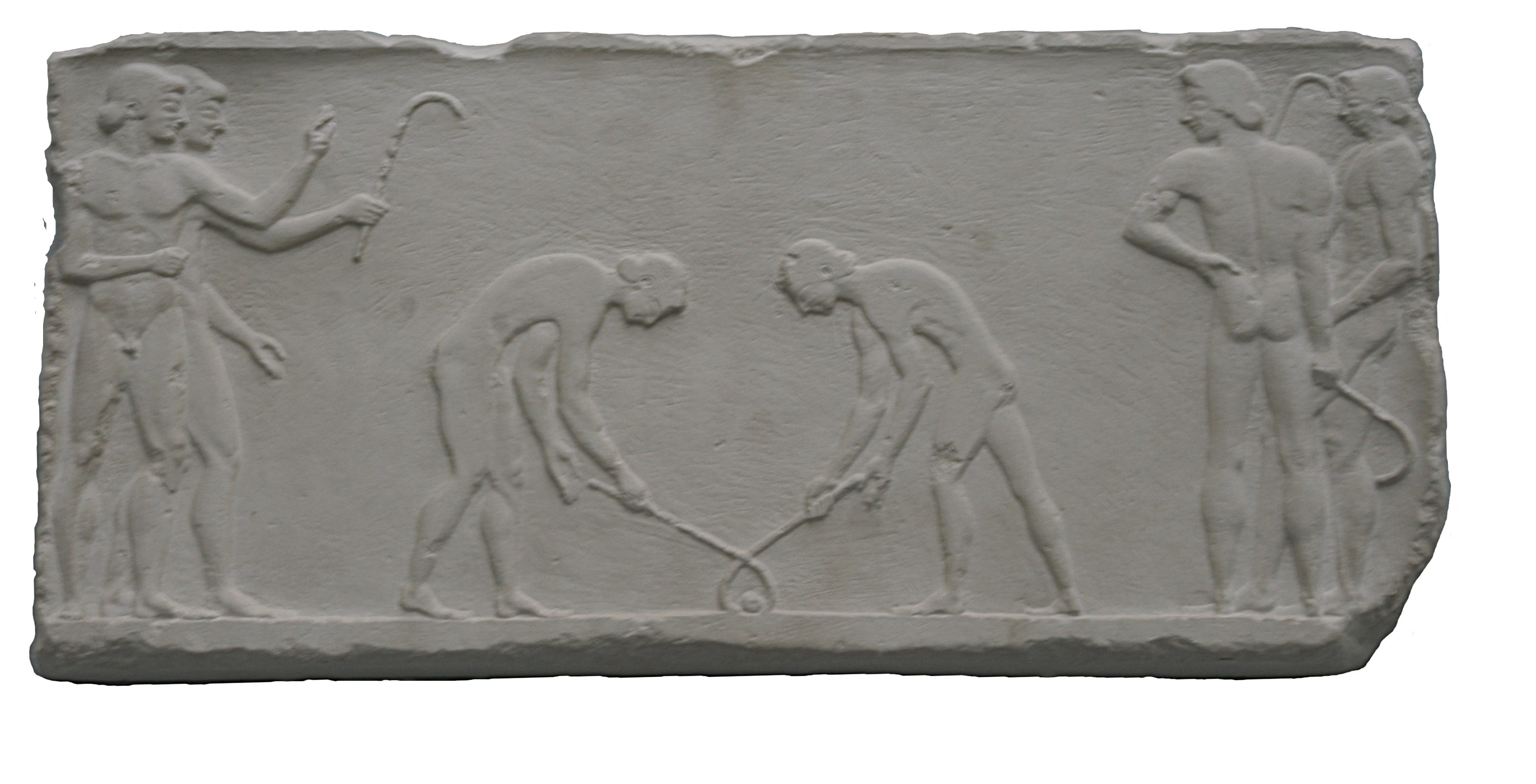
Joueurs de hockey, bas-relief athénien du VIe siècle av. J.-C., musée national archéologique d'Athènes

Les Grecs connaissent des jeux de balle et de ballon, dont Hérodote attribue l'origine aux Lydiens. Dans l’Odyssée, Nausicaa et ses suivantes jouent à la balle après avoir lavé le linge. Ces jeux semblent être assez populaires : un dénommé Timocrate et le médecin Galien leur consacrent un traité et Théophraste cite le σφαιριστήριον / sphairistêrion, pièce réservée à ces jeux, comme un élément relativement commun d'une riche demeure privée,. Au IIe siècle apr. J.-C., Julius Pollux en énumère un grand nombre, mais la plupart du temps se contente d'en donner le nom sans en expliquer les règles ; Athénée fournit quelques descriptions. L’aporrhaxis consiste apparemment à dribbler le plus longtemps possible ; l’οὐρανία / ouranía se joue à la main contre un mur, un peu comme la pelote à la main nue ou le fives britannique,. L’ἐπίσκυρος présente la particularité de se jouer par équipes ; la description qu'en laisse Pollux est incomplète, mais il semble s'agir d'un ancêtre du rugby. Un bas-relief attique du VIe siècle av. J.-C. montre également ce qui ressemble beaucoup au hockey moderne. Il s'agit cependant de jeux sportifs et non de véritables sports, qui n'atteignent pas la popularité d'un football à l'époque moderne ; on ne les trouve pas au programme des concours sportifs. La seule cité où ils prennent de l'importance est Sparte.

### Course

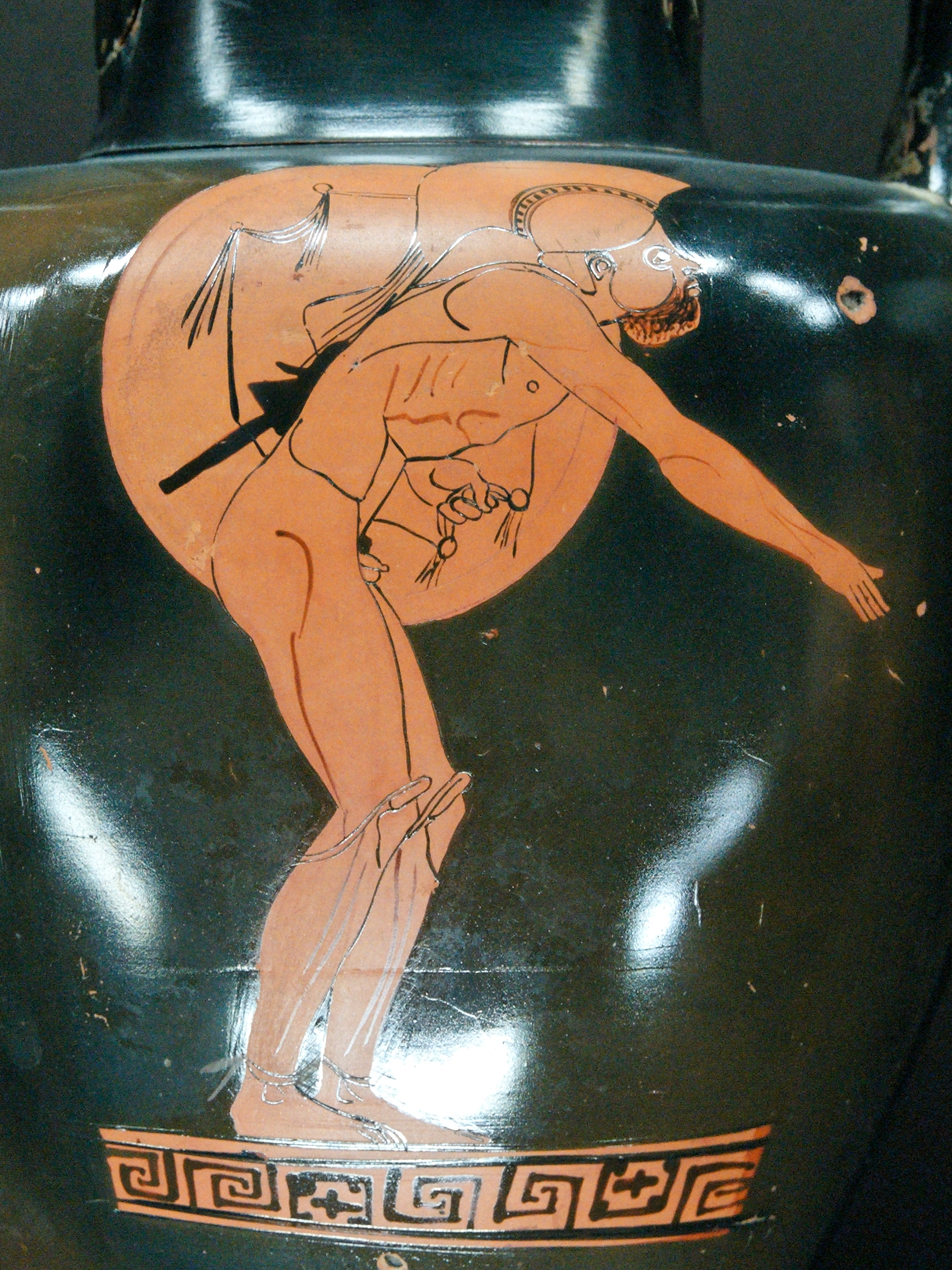
Participant à la course en armes en position de départ, amphore à col du Peintre de Berlin, vers 480-470 av. J.-C., musée du Louvre

Les Grecs ne connaissent que la course sur piste plate et rectiligne, par opposition à la course d'obstacles et au cross-country.
Le format le plus prestigieux est le στάδιον / stádion qui, comme son nom l'indique, est long d'un stade. Celui d'Olympie mesure 192 mètres, ceux de Némée et Delphes 178 mètres ; le plus long est celui de Pergame avec 210 mètres. C'est la course la plus courte du sport grec, qui ne connaît pas le 100 mètres moderne. Elle est l'épreuve reine des Jeux olympiques : le vainqueur donne son nom à l'olympiade. Selon Pausanias, les concurrents sont parfois si nombreux qu'il est nécessaire de procéder à deux courses éliminatoires. Le δίαυλος / díaulos est une course longue de deux stades, également au programme des Jeux olympiques. Il existe aussi une course plus rare de quatre stades (ἵππιος / híppios),. Le δολιχός / dolikhós, une course de fond, se retrouve dans toutes les compétitions. À Olympie, elle est longue de 24 stades, soit 4 200 à 4 500 mètres ; ailleurs existent les formats de 7, 12 ou 20 stades. Enfin, la course en armes (ὁπλίτης δρόμος / hoplítês drómos) figure au programme d'à peu près tous les jeux. Sa longueur est la même que le diaulos, c'est-à-dire deux stades,. Les concurrents portent un casque, des cnémides et un bouclier au bras gauche ; le port des cnémides disparaît après 450 av. J.-C.. À Némée, les règles sont particulièrement strictes et imposent le port de l'armure hoplitique complète,.
Au début de chaque course, l'un des juges, le starter, donne aux coureurs l'ordre de prendre position : πόδα παρὰ πόδα (littéralement « pied par pied », c'est-à-dire « à vos marques ! »). La ligne de départ (βαλϐίς / balbís) est en pierre légèrement surélevée et creusée de deux sillons pour caler la pointe des pieds. Les athlètes ont les jambes légèrement fléchies, les bras tendus au-dessus du dispositif de départ (ὕσπληγξ / hýsplex) une sorte de barrière en corde,. Le starter crie ensuite ἔτοιμοι (« prêt ! »), puis ἅπιτε (« partez ! ») et abaisse la barrière. Les faux départs sont sanctionnés.
Les athlètes occupent un couloir sur deux pour le diaulos. Arrivés au bout de la piste, ils contournent un poteau individuel (καμπτήρ / kamptêr) et reviennent à leur point de départ. Les couloirs sont tracés au sol par de la « terre blanche, ». Pour le dolikhos, les coureurs font demi-tour autour d'un poteau unique. Aucune disposition n'est prise en faveur de ceux à qui le sort attribue un couloir plus éloigné de la borne, qui se retrouvent donc désavantagés. Les croche-pieds et les collisions intentionnelles sont interdits, mais ne sont apparemment pas rares.

### Lancer du disque

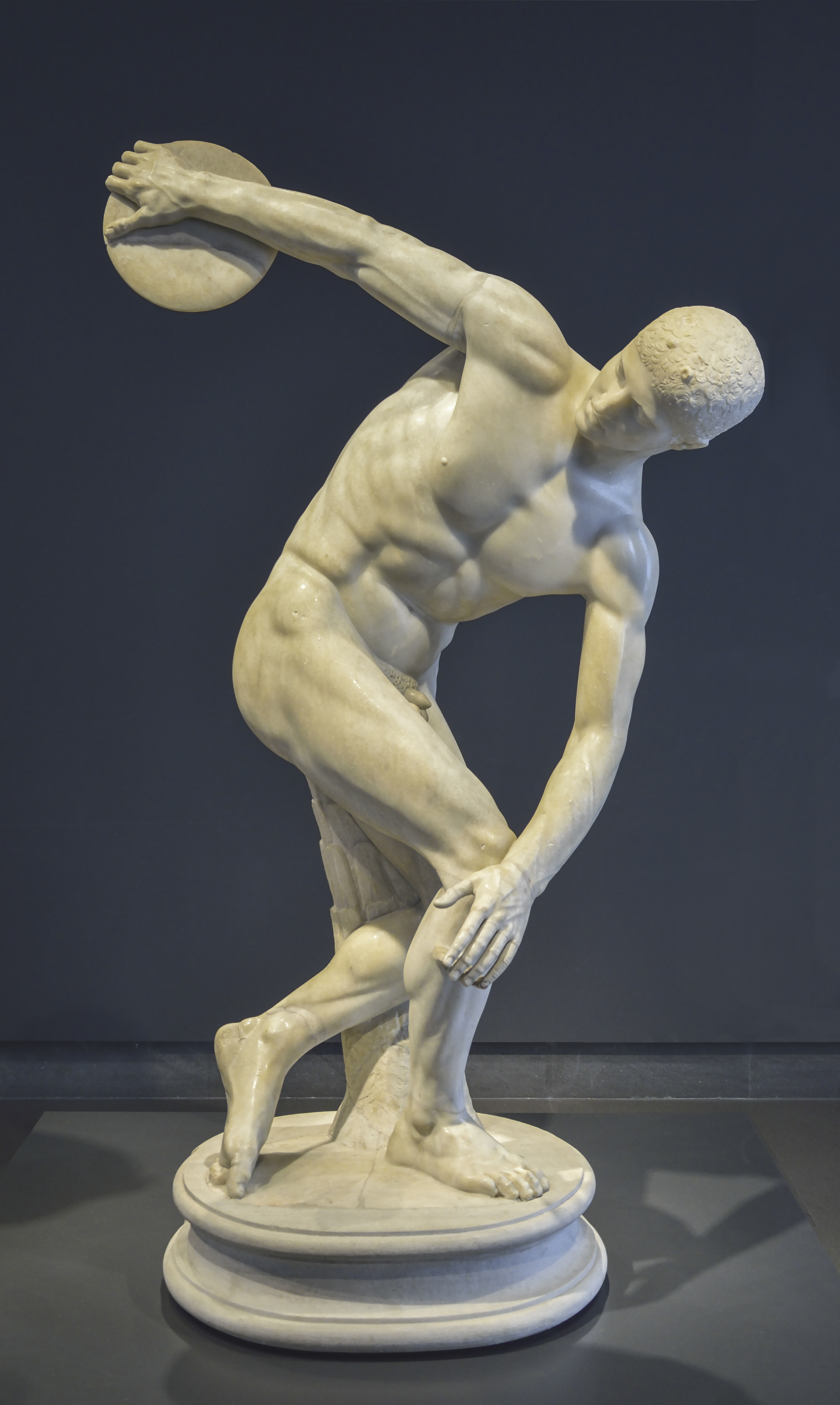
Discobole Lancelotti, copie romaine du Discobole de Myron, palais Massimo alle Terme

Le lancer du disque fait partie des cinq épreuves du pentathlon. À l'origine, le δίσκος / dískos désigne, de manière très générale, un objet que l'on jette au loin ; ainsi Ulysse, à la cour d'Alcinoos, « saisit une pierre (diskos) plus grande, plus épaisse, plus lourde que celle dont les Phéaciens avaient coutume de se servir dans les jeux, et, l'ayant fait tourbillonner, il la jet[te] d'une main vigoureuse. » Rapidement, l'accessoire improvisé se transforme en disque spécialement taillé pour la compétition sportive, dont on trouve sans doute déjà trace chez Homère,.
À l'époque classique, les disques, en bronze, n'ont pas de poids standard et varient de 1 kg environ jusqu'à 4 kg. Le plus lourd conservé pèse 5,7 kg, mais il s'agit peut-être d'un disque votif, sans rapport avec ceux effectivement utilisés en compétition. On sait également que les enfants lançaient des disques plus légers,. En revanche, tous les athlètes utilisent des disques identiques lors d'une compétition,.
La technique de lancer est difficile à déterminer avec exactitude : il faut la retrouver d'après les représentations sur vase et sculptées, notamment le Discobole de Myron, sachant que la fantaisie dont font souvent preuve les copistes complique la donne.
Une chose est sûre : les textes antiques, tels l'Odyssée d'Homère, les Olympiques de Pindare, et les Images de Philostrate, parlent d'un mouvement tournant et circulaire qui passe par-dessus la tête. Le mouvement serait donc identique à celui pratiqué actuellement, mais la rotation du disque s'effectuerait à la verticale et sur place en déplaçant le pied gauche pour les droitiers, d’avant en arrière pour garder l'équilibre. Ce qui expliquerait le fait que les orteils du Discobole reposent sur le dessus, et non sur le dessous. Cette hypothèse, qui a pour elle les critères d'aisance d’exécution, de souplesse et de beauté, qui correspondent parfaitement à ce qui semble être le tempérament des Grecs de cette époque, a été émise par Georges Hébert, et est entièrement décrite dans le livre de sa méthode naturelle concernant le Lancer. 

### Saut en longueur

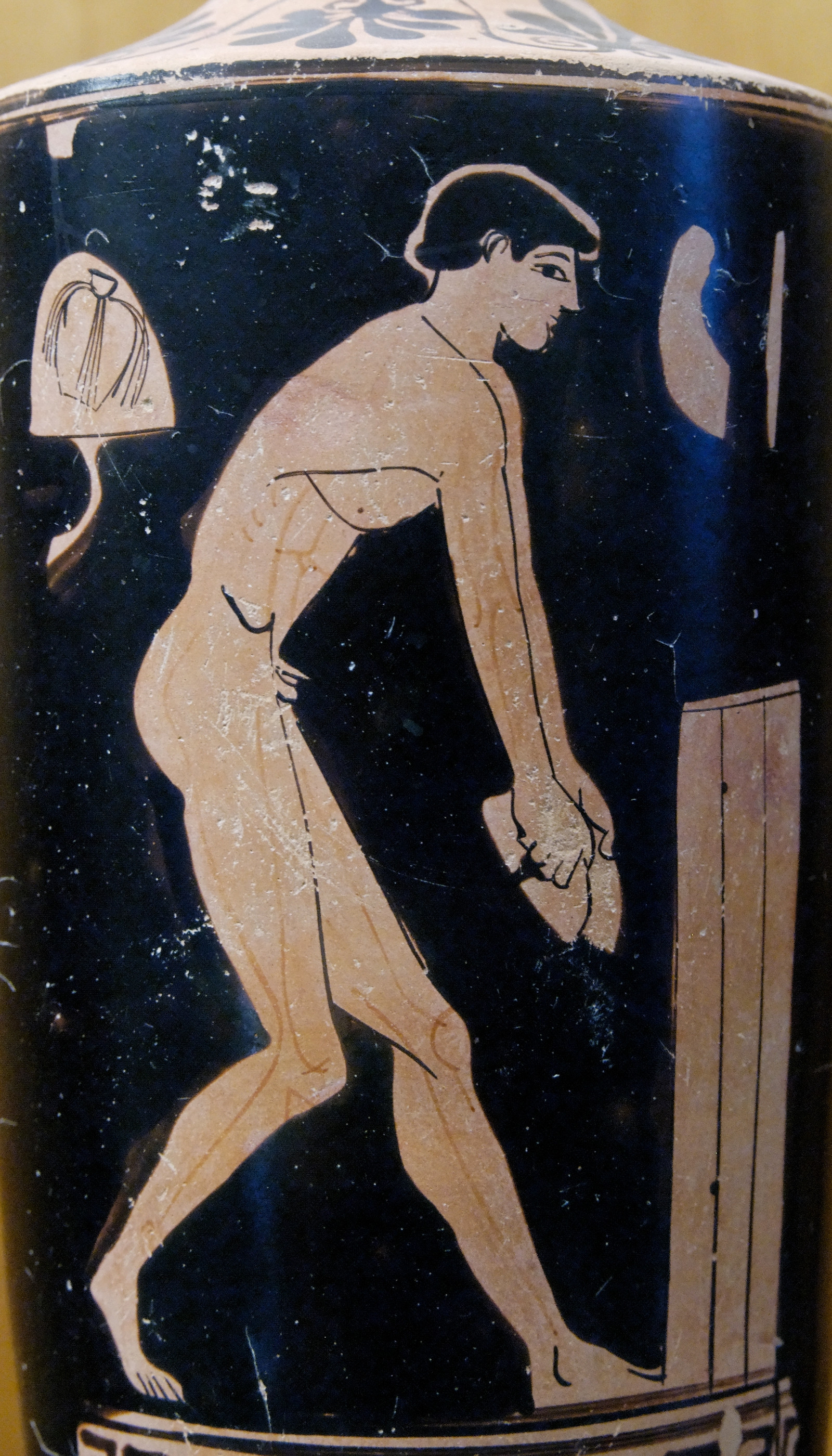
Athlète se préparant à sauter, lécythe du peintre de Bowdoin, 470-460 av. J.-C., musée archéologique régional de Palerme

Le saut en longueur (en grec ancien ἄλμα / hálma) est le seul type de saut connu des Grecs. Il fait partie des cinq épreuves du pentathlon.
Il présente deux différences avec la discipline actuelle. D'abord, le saut se fait au son de l'aulos, ou flûte double ; le musicien est le vainqueur de l'épreuve de flûte aux Jeux delphiques. Ensuite, l'athlète utilise des sortes de poids (ἀλτέρες / haltéres, de ἄλλομαι / állomai, « sauter ») en pierre ou en métal, qui ressemblent beaucoup aux haltères modernes. Chaque sauteur possède les siens ; leur poids varie de un à cinq kilogrammes. Ils ont pour objectif d'accroître la longueur du saut et de garantir une bonne réception,.
Le saut se fait avec élan, mais la distance d'élan est moins longue qu'à l'époque moderne. Un poids dans chaque main, le sauteur commence à courir ; le balancement des bras est accru par les haltères. Arrivé au βάτηρ / bátêr, équivalent de la planche de plasticine moderne, il saute tout en envoyant les poids devant lui. Quand il amorce sa descente, il les fait passer derrière lui, avant de les laisser tomber quand il se reçoit sur le skamma. Le tout exige une bonne coordination, ce qui explique la présence du joueur de flûte. Pour être jugée valable, la réception doit se faire debout, les pieds plus ou moins joints, ce qui exclut les chutes et les glissades,.

### Lancer de javelot

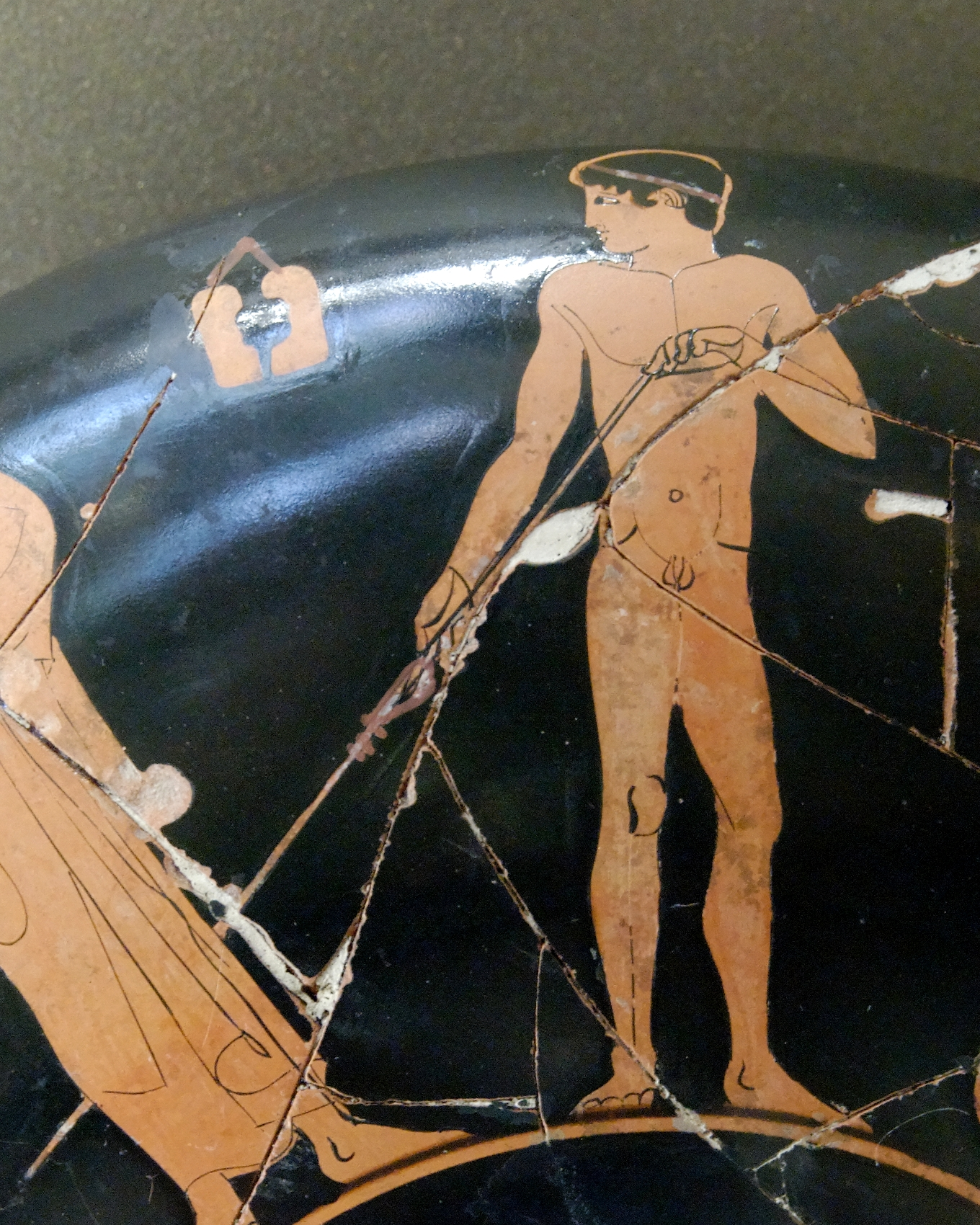
Athlète tenant son javelot, l’amentum est figuré en rouge près de sa main droite, coupe du Peintre de Londres E80, v. 470 av. J.-C., musée du Louvre

Le javelot (ἄκων / ákôn) est l'une des épreuves du pentathlon, mais il est avant tout, pour les Grecs, une arme d'usage courant avant d'être un accessoire sportif : il sert à la chasse tout autant qu'à la guerre. La peinture sur vase est pratiquement le seul témoignage sur ce sport, qui semble avoir été la moins populaire des disciplines du pentathlon.
Le lancer de javelot sportif s'éloigne assez tôt du lancer militaire. D'abord, l'objectif est d'obtenir le jet le plus long possible dans une direction donnée, et non d'atteindre une cible précise. Le javelot lui-même est très léger, à peu près de l'épaisseur d'un doigt et d'une longueur variable, allant de celle du corps à une taille plus importante. Très souvent, il n'a pas de pointe : il apparaît sous la forme d'un simple bâton dans les scènes de gymnase peintes, au point qu'on a longtemps cru qu'il s'agissait d'une perche pour le saut à la perche. Sur certains vases, le javelot reçoit à l'une de ses extrémités une sorte de capuchon, pour éviter les accidents et pour lui permettre de se ficher plus facilement dans le sol. Les javelots sans pointe sont probablement des versions d'entraînement.
Pendant la phase d'élan, l'athlète effectue une course rectiligne jusqu'à la balbis, sur laquelle il ne doit pas mordre ; le plus souvent, le javelot est placé sur le côté, à hauteur de l'oreille. Sur un vase, toutefois, on voit le lanceur tenir son javelot le bras tendu vers le bas, à deux mains, un peu comme un sauteur à la perche tient sa perche,. À la différence du javelot moderne, le lanceur utilise un propulseur à lacet (ἀγκύλη / ankulê ou amentum en latin). Long de 30 à 40 centimètres, le lacet est enroulé près du centre de gravité du javelot et passé par une boucle à l'index, ou à l'index et au majeur de l'athlète. Le dispositif permet d'une part d'accroître la portée du javelot en augmentant l'effet de levier, d'autre part de stabiliser la trajectoire par effet gyroscopique. Des expérimentations menées par le général Verchère de Reffye pour Napoléon ont montré qu'un javelot léger, lancé à 20 mètres à la main, pouvait être envoyé à 80 mètres grâce au propulseur. Cependant, la fiabilité de ces observations a été mise en doute, d'autres tests ayant conclu à un gain de performance bien moindre.

### Lutte

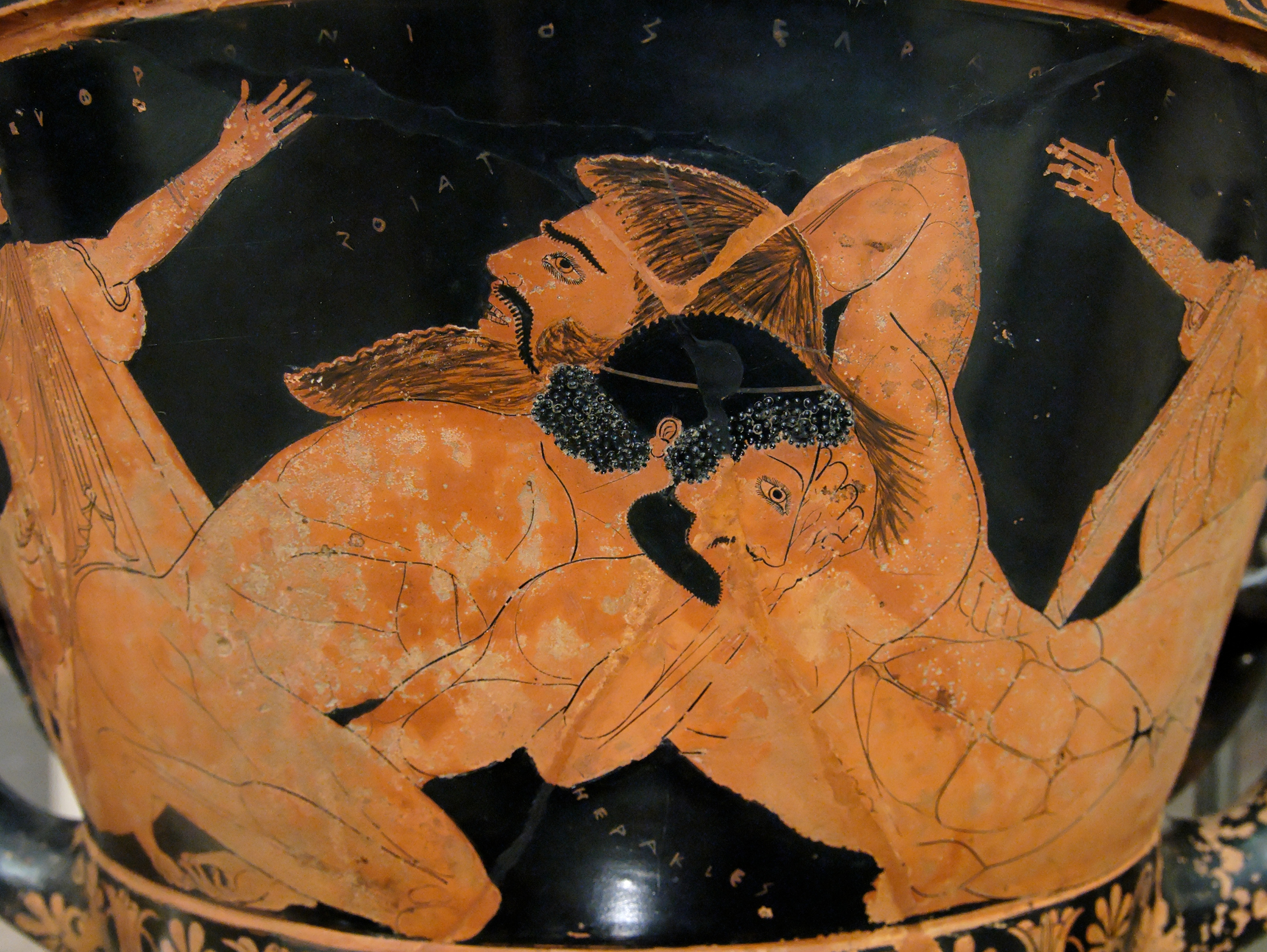
Héraclès et Antée, cratère en calice d'Euxithéos et Euphronios, 515-510 av. J.-C., musée du Louvre

La lutte (πάλη / pálê), est un sport très populaire, peut-être davantage encore que la course à pied. Elle donne son nom à la palestre (complexe d'installations sportives dont chaque cité est dotée) et fournit le langage courant en métaphores sportives. Ces mouvements sont repris par les peintres sur vase pour illustrer des thèmes mythologiques, comme les combats d'Héraclès contre Antée, Achéloos, Triton ou même le lion de Némée. Son invention est attribuée à Palaestra, fille d'Hermès ; ses règles sont supposées avoir été codifiées par Thésée, disciple d'Athéna.
Le combat a lieu sur la skamma, une aire ameublie à la pioche et recouverte de sable, également utilisée pour le saut en longueur. Les adversaires sont appariés par tirage au sort : les athlètes qui tirent les marques portant la même lettre de l'alphabet combattent ensemble ; quand le nombre de participants est impair, l'urne contient une marque vierge qui permet à l'athlète qui la tire de gagner par défaut,.
Le but est de projeter son adversaire au sol sans y être entraîné soi-même ; le contact au sol peut se faire avec n'importe quelle partie du corps à l'exception des pieds : dos, épaules, hanche ou genoux. Les Grecs distinguent ainsi la lutte à proprement parler, qualifiée de « lutte debout » (ὀρθὴ πάλη / orthề pálê), de la lutte au sol (κύλισις / kúlisis ou ἁλίνδησις / halíndêsis), qui n'est utilisée qu'au pancrace et qui se pratique, à l'entraînement, dans la boue. Les deux adversaires commencent par se ceinturer, dans une pose souvent reprise sur les vases. Le combat qui oppose, dans l’Iliade, Ajax le Grand à Ulysse est également une bonne description, :
« 
Et tous deux, s'étant munis de ceintures, descendirent dans l'enceinte et se saisirent de leurs mains vigoureuses, tels que deux poutres qu'un habile charpentier unit au sommet d'une maison pour résister à la violence du vent. Ainsi leurs reins, sous leurs mains vigoureuses, craquèrent avec force, et leur sueur coula abondamment, et d'épaisses tumeurs, rouges de sang, s'élevèrent sur leurs flancs et leurs épaules. »
Le match se dispute en trois manches. Les prises sous la ceinture sont proscrites, mais les croche-pieds sont autorisés. Si la discipline est moins brutale que le pancrace et le pugilat, elle reste plus violente que les formes modernes de lutte : le messénien Léontiscos, par exemple, se rend célèbre en brisant les doigts de ses adversaires.

### Pugilat

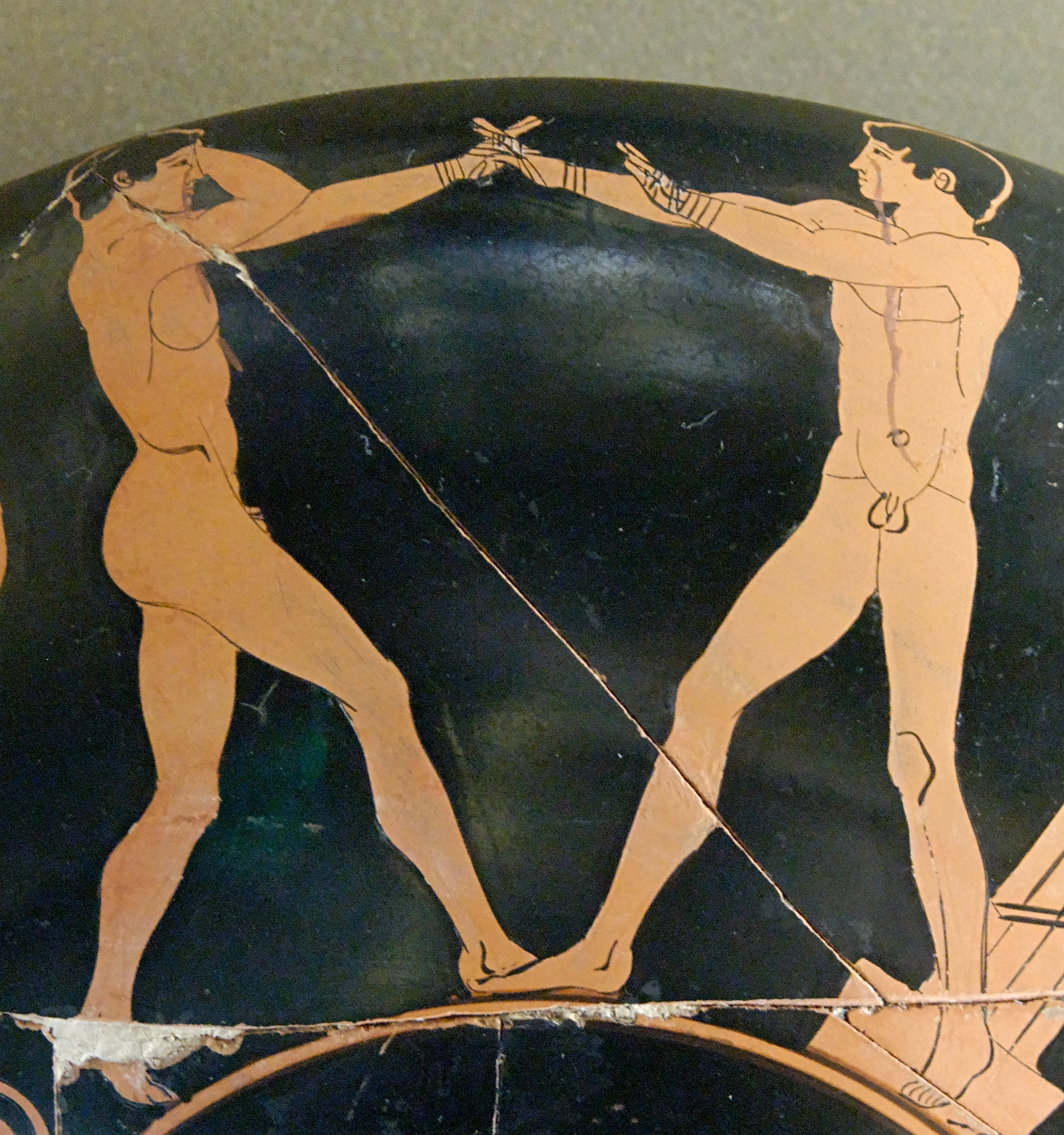
Pugilistes en garde, coupe du Peintre de Londres E80, v. 470 av. J.-C., musée du Louvre

Tout comme la lutte, le pugilat (également traduit par « boxe », en grec ancien πὐξ / púx ou πυγμαχία / pugmakhía) apparaît déjà chez Homère. Un fragment de relief montrant un pugiliste armé des ἱμάντες / himántes caractéristiques, retrouvé à Cnossos, témoigne également de l'ancienneté de cette discipline. En effet, le pugiliste se reconnaît essentiellement, dans les représentations figurées, à ce qu'il porte des sortes de mitaines. À l'origine, il s'agit de bandelettes de cuir enroulées sur la main et l'avant-bras, les doigts étant laissés libres. On les qualifie de ἵμαντες μαλακώτεροι / hímantes malakốteroi (« bandages doux ») par opposition aux ἵμαντες ὀξεῖς / hímantes oxeĩs (bandages durs), σφαῖραι / sphaĩrai ou μύρμηκες / múrmêkes qui leur succèdent à partir du IVe siècle av. J.-C.,. Renforcés par du cuir dur, ces gants infligent des blessures beaucoup plus graves qu'auparavant ; l'évolution aboutira aux cestes romains, garnis de métal.
Le pugilat s'apparente à la boxe anglaise du XVIIIe siècle. Il consiste à mettre KO l'adversaire (ou à le faire abandonner) en un round unique. Les coups au corps sont autorisés, mais la plupart des vases montrent des coups portés à la tête, ce qui favorise la garde haute, bras tendu. À l'époque romaine, Dion Chrysostome rapporte que le pugiliste Mélancomas de Carie est capable de tenir sa garde deux jours durant, et qu'il remporte un jour le combat en épuisant son adversaire, qui ne parvient pas à lui asséner un seul coup. Toutefois, la véracité de l'anecdote est contestée. Au-delà, cette technique n'est pas représentative de la réalité des combats, que les auteurs anciens décrivent comme agressifs et animés,. Si les combats s'éternisent, on apporte une « échelle » (dispositif dont la nature précise reste inconnue) à l'intérieur de laquelle les pugilistes doivent rester, ce qui les contraint au corps à corps,.

### Pancrace

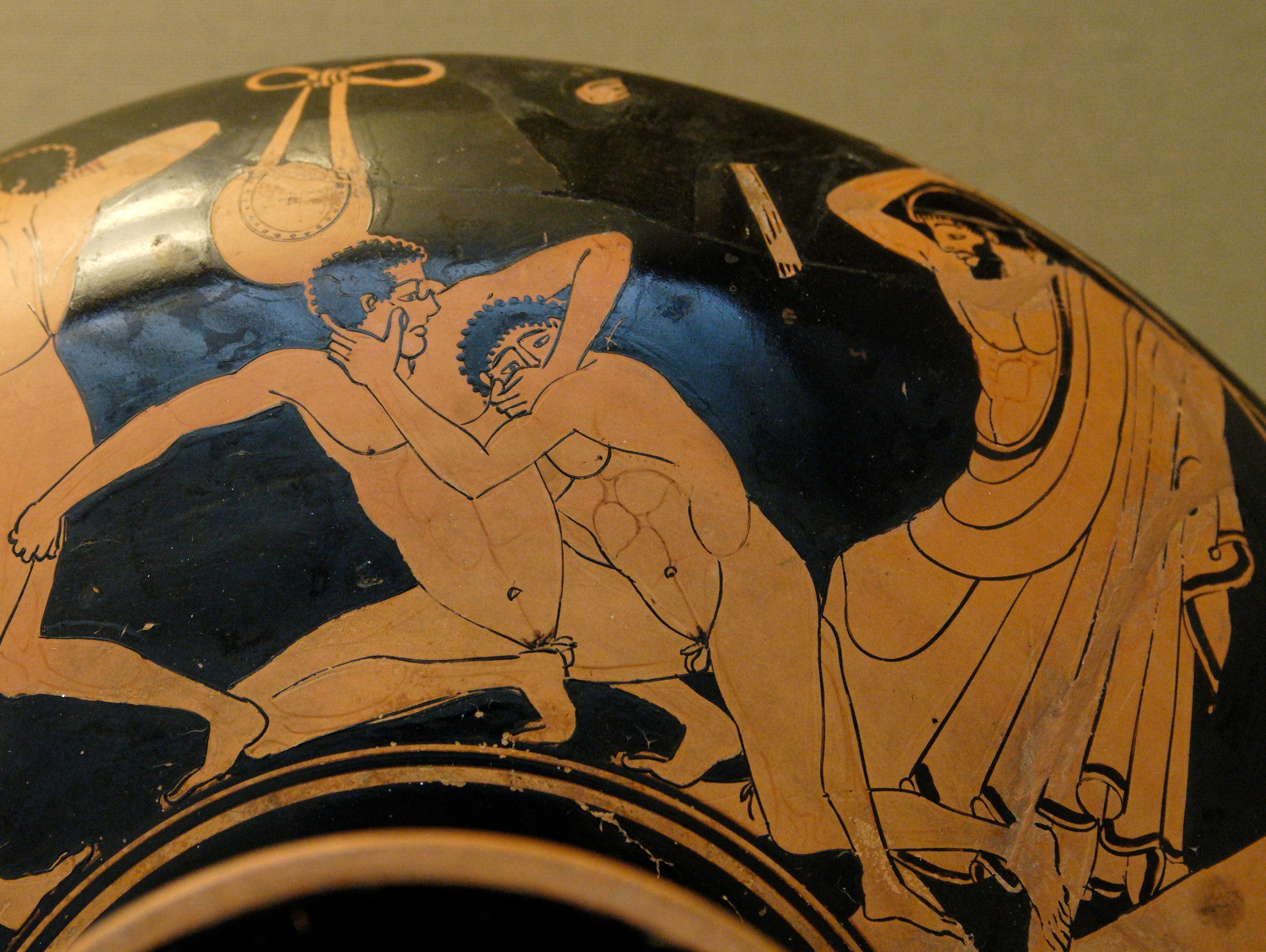
Scène de pancrace : un arbitre punit avec un fouet un athlète qui tente de crever l'œil de son adversaire, kylix du Peintre de la Fonderie, v. 490-480 av. J.-C., British Museum

Le pancrace (παγκράτιον / pankrátion) est un sport très brutal qui recherche également la mise hors de combat de l'adversaire, sans autre interdiction que de mettre les doigts dans les yeux de l'adversaire. La première partie du combat se déroule debout : chaque combattant cherche à jeter son adversaire au sol, soit par un coup de pied ou de poing, soit par une prise, comme à la lutte. Rapidement, le combat se déroule au sol, au corps à corps. C'est la raison pour laquelle Platon exclut l'apprentissage du pancrace dans sa cité idéale : la discipline n'apprend pas aux athlètes à rester debout sur leurs pieds. Le sol ayant été arrosé au préalable, les deux combattants se retrouvent couverts de boue.
Les textes et les représentations figurées semblent indiquer que les clefs et les étranglements sont les moyens privilégies pour terminer le combat. Pour se défaire d'une clef ou d'un étranglement, une astuce consiste à briser les doigts de son adversaire. C'est la spécialité de Sosastros de Sicyone, vainqueur olympique en 364, 360 et 356 av. J.-C. De même, un dénommé Arrachion, vainqueur lors de la 252e et la 253e olympiades, meurt alors étranglé par les cuisses de son adversaire au moment même où celui-ci, le doigt de pied brisé, est en train d'abandonner. Malgré tout, le pancrace est considéré comme moins dangereux par les anciens que le pugilat : les jeunes garçons ont le droit de s'y exercer au gymnase.

## Pratique

### Tenue
Les Grecs s'exercent, pour un grand nombre de pratiques athlétiques, entièrement nus (le terme « gymnastique » vient d'ailleurs de γυμνός, nu). Thucydide attribue l'introduction de cette pratique aux Spartiates et la présente curieusement comme un progrès par rapport à l'usage antérieur, hérité des Minoens, consistant à porter une sorte de caleçon moulant,. De son côté, Pausanias cite Orsippos, un coureur, comme le premier athlète à avoir abandonné le pagne (περίζωμα / perízôma) que l'on voit porté par des lutteurs sur certains vases archaïques. Là encore, l'innovation est présentée comme un progrès : « Je crois qu'il laissa volontairement tomber sa ceinture », écrit Pausanias, « sachant bien qu'il était plus facile de courir entièrement nu, qu'avec une ceinture. » Les vêtements grecs ne se prêtait pas bien à la plupart des gestes athlétiques, mais certaines activités athlétiques nécessitent un pagne, ou un manteau pour la course « en manteau », ou la course de chars avec des auriges en tunique longue. Certaines représentations semblent prouver l'usage d'un suspensoir permettant plus de confort notamment pour la course : il s'agit apparemment d'un lacet qui plaque le pénis contre le corps. Les pieds sont toujours nus, alors que les Grecs portent des chaussures habituellement. Pour cette raison le sol de chaque type d'épreuve est soigneusement préparé, et ce par les athlètes eux-mêmes.
Les Grecs gardent normalement la tête nue,. Il arrive cependant que des athlètes portent un bonnet à brides noué sous le menton (κυνῆ / kunễ) pour se protéger du soleil,. Les jeunes boxeurs peuvent s'équiper d'un protège-oreilles (ἁμφωτίδες / amphôtides), mais son usage semble être interdit en compétition. Il empêche la prise de cheveux dans les épreuves de lutte, ou que ses cheveux ne gènent le lanceur de javelot.
Les athlètes se frictionnent tous d'huile, invention attribuée là encore aux Spartiates. Il s'agit très probablement d'échauffer les muscles avant l'effort ; des participants à la reconstitution des Jeux néméens en 1996 ont également témoigné que l'huile limitait la déperdition d'eau pendant l'épreuve. Selon Philostrate de Lemnos (au IIIe siècle de notre ère), La poussière de certaines terres, choisies pour leurs qualités spécifiques, sont répandues sur tout le corps : la poussière argileuse, celle issue de terre cuite, celle de nature bitumeuse, la poussière noire et la jaune.

### Installations sportives
Le lieu d'entraînement des Grecs est appelé gymnase (γυμνάσιον / gumnásion) ou palestre (παλαίστρα / palaístra). Les deux termes ne sont pas synonymes, mais à partir de l'époque hellénistique, il est délicat de bien appréhender la différence ; il semble que la palestre désigne un terrain d'exercice et les équipements attenants, alors que le gymnase englobe à la fois la palestre et le stade. Les fouilles ont permis d'en mettre au jour un grand nombre un peu partout dans le monde hellénistique ; l'architecte romain Vitruve a également laissé une description d'un complexe sportif grec qui s'accorde bien avec celui d'Olympie,.
Le gymnase est un bâtiment public, appartenant à la cité. Il existe également des gymnases privés, bâtis par de riches particuliers, mais ils demeurent exceptionnels.

### Éducation physique et sportive

#### Commencements
Les concours athlétiques en Grèce naissent dès l'époque archaïque, la date des premiers Jeux olympiques étant traditionnellement fixée à -776. Rapidement, ils intègrent des épreuves pour les enfants : à Olympie, elles apparaissent en -632,. Cela implique la mise en place d'une éducation sportive institutionnalisée, chargée de préparer les enfants à ces concours. Celle-ci est placée sous la responsabilité du pédotribe, littéralement l'« entraîneur des enfants ». Il semble qu'à l'époque classique, elle débute vers 7-8 ans.

#### Classes d'âge et citoyenneté
L'éducation physique est inscrite dans la formation du citoyen et est adaptée aux classes d'âge : celle de l'enfant (paîs, de 12 à 15 ans), de l'adolescent (neaniskos, de 15 à 18 ans), de l'éphèbe (éphēbos, de 18 à 20 ans) et celle de l'adulte (andros, au delà de 20 ans). Tous les hommes adultes et les éphèbes sont citoyens : l'ensemble de ceux qui participent activement à la vie de la cité, entre autres sur le plan militaire. Sont exclus de la citoyenneté : les garçons enfants et adolescents, les femmes, les immigrés (les métèques), les esclaves et les citoyens coupables de certains délits. Les métèques sont, pour l'essentiel, des commerçants et des artisans payant l'impôt et travaillant dans la cité ; on compte à peu près un métèque pour deux citoyens athéniens. Les métèques ne peuvent ni posséder de terres, ni participer à aucune activité politique. Enfin la naissance était essentielle pour être citoyen, mais, si à Athènes, avant 451 AEC, la filiation paternelle était suffisante pour obtenir la citoyenneté, ensuite il fallait aussi être né de mère athénienne. L'équitation qui nécessite autant l'entrainement du cavalier que de l'animal ne s'adresse qu'à cette catégorie de citoyens les plus fortunés qui sont propriétaires d'un ou plusieurs chevaux dans ce but.

#### Accès et usages
L'accès au gymnase est strictement règlementé lorsqu'il est destiné aux enfants et aux adolescents. Pour ce qui concerne les adultes et les éphèbes, le gymnase est d'abord un lieu où s'entrainent des hommes à combattre pour défendre la cité. Mais c'est aussi un lieu de rencontre et de discussions entre hommes, avec des "clubs" masculins par affinité sociale, politique ou philosophique, et c'est aussi un lieu où se nouent des relations amoureuses entre adultes et jeunes gens. Gymnases et palestres sont, enfin, des lieux de cultes, souvent dédiés à Hermès ou à Héraklès.

#### Entraînements
Un jeu était pratiqué par deux athlètes, hommes ou femmes, mais du même sexe : l'éphédrismos, une course ou l'un porte l'autre qui lui masque les yeux et le dirige. Les jeux de balle semblent, pour les jeunes filles, avoir une connotation associée au badinage amoureux : un poème de l'Anthologie palatine fait dire à la pomme « Je suis une pomme ; celui qui me jette, c'est quelqu'un qui t'aime ». Plusieurs formes de danse sont pratiquées par toutes et tous. Hommes et femmes pratiquent aussi ce type de saut sur place en se donnant du talon sur les fesses. 
L'entraîneur, pédotribe, est accompagné par le maître de gymnastique, le gymnaste, qui interviennent dès le plus jeune âge des enfants. Les médecins, d'Hippocrate (Ve – IVe siècle avant notre ère) à Gallien (IIe siècle de notre ère), nous ont laissé des considérations qui nous éclairent sur les connaissances des Grecs sur les activités athlétiques et le corps humain. Le régime alimentaire n'est pas oublié, comme le fait de manger de la viande qui remplace, grâce à Pythagore, un repas de fromages trempés d'eau. 
La course est l'activité la plus pratiquée et la plus valorisée, par les hommes comme par les femmes : celles-ci, comme la « Coureuse Barberini » ou « Coureuse Laconienne » (Spartiate) du Louvre, , portent une légère tunique qui laisse un sein à l'air. On peut rendre l'épreuve de course plus difficile sur un sable profond. Ils pratiquent aussi, à l'entrainement le saut en longueur ou sur place avec des haltères, sur un rythme donné par la flûte double jouée par un aulète. C'est aussi avec un accompagnement musical que l'on pratiquait le lancer du javelot (avec propulseur) et le lancer du disque. Tous, jusqu'aux enfants, peuvent s'entrainer à la boxe. La lutte et le pancrace font aussi partie de ces exercices, avec la boxe, que les Grecs jugent "lourds", par opposition aux autres. Le but étant d'être prêt pour les différentes épreuves en compétition, l'entrainement suppose aussi que chaque épreuve fait l'objet d'un entrainement spécifique, comme la course en fonction du stade sur lequel on va concourir, dont les caractéristiques ne sont pas toutes les mêmes, et certaines courses comme la course en armes ou la course aux flambeaux. Enfin le pentathlon, ouvert à toutes les catégories d'âge jusqu'aux enfants et en une seule journée, nécessite un entrainement : lancer de disque, lancer de javelot, saut en longueur, course de vitesse et une épreuve "lourde" : la lutte. En ce qui concerne les courses hippiques, les plus prestigieuses à Olympie et ailleurs, les citoyens les plus fortunés peuvent entrainer jokeys et cochers (auriges) qui sont à leur service, avec les chevaux dont ils sont propriétaires.
On ne possède pas d'information sur des épreuves en mer, comme les régates, seulement connues par des inscriptions et des images. Un concours plongeon est pratiqué en Argolide.